# Haarbärtlinge
Die Haarbärtlinge (Tricholaema) sind eine Gattung innerhalb der Familie der Afrikanischen Bartvögel. Sie kommen nur auf dem afrikanischen Kontinent vor. Nur der Flecken-Bartvogel und der Diadem-Bartvogel haben dabei ein Verbreitungsgebiet, das teilweise nördlich des Äquators liegt. Es werden insgesamt sechs Arten unterschieden, die von der IUCN alle als nicht gefährdet (least concern) eingestuft werden. Die deutsche Bezeichnung Haarbärtlinge verweist darauf, dass einzelne Federn im Brustbereich lange, haarförmige Spitzen haben.

## Erscheinungsbild
Haarbärtlinge sind verhältnismäßig kleine Bartvögel, deren Flügellänge um die acht Zentimeter beträgt. Die Körperoberseite ist schwarz mit gelben Flecken sowie bei einzelnen Arten auch weißen Federsäumen. Typisch für sie ist ein gelber oder weißer breiter Augenüberstreif, der erst in der Nackenregion endet. Dieser Augenüberstreif fehlt nur bei zwei Unterarten des Flecken-Bartvogels. Bei dieser Art sind auch die haarähnlichen Federspitzen im Bereich der Vorderbrust besonders stark ausgeprägt. Alle Arten weisen gelbe Gefiederpartien auf. Auch dies ist besonders stark beim Flecken-Bartvogel ausgeprägt, der eine gelbe Körperunterseite hat, die schwarz getupft ist. Beim Diadem-Bartvogel ist der Gelbanteil dagegen auf gelbe Federsäume und gelbe Flecken beschränkt. Mehrere Arten haben eine rote Stirn oder einen roten Stirnfleck. Dies gilt für den Miombo-Bartvogel, den Diadem-Haarbärtling und den Rotstirn-Bartvogel. 
Große Ähnlichkeit mit den Haarbärtlingen weist der Gelbfleck-Bartvogel auf, der jedoch in eine eigene Gattung Buccanodon gestellt wird.

## Lebensweise
Haarbärtlinge sind territoriale Vögel, die ein kleines Revier verteidigen. Zu ihrem Nahrungsspektrum gehören Insekten, Früchte und Samen. Der Miombo-Bartvogel frisst vermutlich auch Nestlinge und Eier anderer Vogelarten. Die Vertreter der Gattung sind Höhlenbrüter, die ihre Nisthöhlen vermutlich alle selber zimmern. Beim Rotstirn-Bartvogel lässt sich im Südwesten der südafrikanischen Kapprovinz sogar eine Ausbreitungstendenz feststellen, da hier zunehmend nichteinheimische Baumarten angepflanzt werden, in deren Holz er Höhlen hacken kann.
Die Fortpflanzungsbiologie ist nicht bei allen Arten gut erforscht. Bei den untersuchten Haarbärtlingen sind beide Elternvögel an Brut und Aufzucht der Jungvögel beteiligt.

## Arten
Die folgenden sechs Arten werden zur Gattung der Haarbärtlinge gezählt:
- Diadem-Haarbärtling (Tricholaema diademata)
- Miombo-Bartvogel (Tricholaema frontata)
- Flecken-Bartvogel (Tricholaema hirsuta)
- Diadem-Bartvogel (Tricholaema lacrymosa)
- Rotstirn-Bartvogel (Tricholaema leucomelas)
- Schwarzkopf-Bartvogel (Tricholaema melanocephala)[4]

## Belege